# Референдум о независимости Квебека (1995)
Второй референдум о независимости Квебека (фр. Référendum de 1995 au Québec) — один из двух референдумов по вопросу независимости канадской провинции Квебек. Проведён 30 октября 1995 года. 
Результаты: 50,58 % (2 362 648 чел.) проголосовавших высказалось против отделения Квебека от Канадской Федерации и 49,42 % (2 308 360 чел.) высказалось за отделение и создание суверенного государства. 
Для сравнения, первый референдум о независимости Квебека имел следующие результаты: 59,56 % против и 40,44 % за. Решение о референдуме было принято 12 июня 1995 года. Таким образом, оба референдума не привели к суверенитету провинции, хотя во второй раз разница оказалось небольшой и оспаривалась проигравшей стороной. Несмотря на формальное поражение, провинция встала на путь фактической суверенизации, создав так называемое «государство в государстве». США и англоязычная Канада в целом негативно относились к попыткам отделения Квебека.

## Результаты
| Нет: 2 362 648 (50,58 %) |  |  | Да: 2 308 360 (49,42 %) |
| ▲                        |  |  |                         |

|                      | Всего голосов | % голосов |
| Верные бюллетени     | 4 671 008     | 98,18 %   |
| Непринятые бюллетени | 86 501        | 1,82 %    |
| Всего участников     | 4 757 509     | 93,52 %   |
| Могли голосовать     | 5 087 156     |           |

## История
Сепаратистские силы в Квебеке были воодушевлены так называемым «парадом суверенитетов» начала 1990-х годов (распад СССР, Чехословакии, Югославии). Квебекское общество также стремилось к логическому завершению Тихой революции 1960-х годов когда франкоканадцы (в особенности франко-квебекцы) встали на защиту родного языка и культуры под давлением англоязычного большинства. Самой трагичной составляющей стал демографический разрез результатов голосования: 60% франко-квебекцев высказалось за независимость и лишь 40 % против. Вместе с тем около 98 % англо-квебекцев и около 80 % аллофонов Квебека были против независимости. После референдума выявилось немало доказательств попыток федеральных властей повлиять на его результаты. В частности была намеренно ускорена натурализация нефранкоязычных иммигрантов, которые уже проживали в Квебеке и которые симпатизировали англофонам из-за экономических соображений и боязни обнищания провинции в случае получения ею суверенитета.